# Indemnité kilométrique
 (décembre 2018).
 (décembre 2018).
L’indemnité kilométrique, acronyme IK, désigne le remboursement forfaitaire des frais liés à la mise à disposition d'un véhicule (automobile, motocyclette, cyclomoteur, vélo...) appartenant à un particulier pour les besoins de l'exercice professionnel. L'IK est un système largement adopté en Europe, aux États-Unis, en Afrique du Sud et Australie.
Les indemnités kilométriques couvrent donc l'ensemble des dépenses afférents au véhicules listées ci-après :
- acquisition ou location du véhicule
- achat d'options intégrées au véhicule de manière durable et non amovible
- mise en circulation, certificat d'immatriculation, frais de mise à disposition divers
- assurance du véhicule
- entretien courant et réparations du véhicule
- carburant.

## Barème de l'indemnité kilométrique
En France, le barème de l'indemnité kilométrique est déterminé par arrêté du Ministre chargé du Budget chaque année, vers le mois de mars.
Il peut être consulté sur le Bulletin Officiel des Finances Publiques.
Ce barème repose sur deux critères pour évaluer le coût réel d'un véhicule.
La puissance fiscale du véhicule (en CV) permet de déterminer forfaitairement le coût de mise à disposition et d'évaluer les frais de maintenance et de carburant.
La distance parcourue annuellement dans le cadre professionnel sert à calculer le montant de l'indemnité kilométrique mais aussi à évaluer et répartir l'amortissement du véhicule.
Ainsi, le barème par kilomètre parcouru sera plus important pour les véhicules ayant une puissance fiscale élevée, réputés plus coûteux à l'achat, en entretien et en consommation de carburant.
De même, plus la distance parcourue à titre professionnelle sera faible, plus le montant déductible par kilomètre sera élevé afin d'amortir le coût d'acquisition du véhicule.

### Barème kilométrique 2025
| Barème kilométrique 2023         | Barème kilométrique 2023       | Barème kilométrique 2023            | Barème kilométrique 2023              |
| -------------------------------- | ------------------------------ | ----------------------------------- | ------------------------------------- |
| Puissance administrative (en CV) | Distance « d » De 1 à 5 000 km | Distance « d » De 5 001 à 20 000 km | Distance « d » supérieure à 20 001 km |
| 3 CV et moins                    | d x 0,529                      | (d x 0,316) + 1 065                 | d x 0,370                             |
| 4 CV                             | d x 0,606                      | (d x 0,340) + 1 330                 | d x 0,407                             |
| 5 CV                             | d x 0,636                      | (d x 0,357) + 1 395                 | d x 0,427                             |
| 6 CV                             | d x 0,665                      | (d x 0,374) + 1 457                 | d x 0,447                             |
| 7 CV et plus                     | d x 0,697                      | (d x 0,394) + 1 515                 | d x 0,470                             |

Pour favoriser le passage à une mobilité électrique, les utilisateurs de véhicules électriques bénéficient depuis 2021 d'une majoration de 20% du barème kilométrique sur les montants indiqués dans le tableau.

## Atouts et limites de l'indemnité kilométrique
L'indemnité kilométrique, à la base destinée à défrayer l'usage d'un véhicule personnel utilisé dans le cadre professionnel est forfaitaire et non basée sur une dépense réelle.
Ainsi, que le véhicule soit neuf ou ancien, amorti ou non, le montant par kilomètre sera le même pour une distance et une puissance fiscale déterminées.
En 2013, afin de lutter contre les dérives consistant à utiliser de très vieux véhicules de très forte puissance fiscale, le gouvernement a introduit un plafonnement du barème des IK à 7 CV.
L'indemnité kilométrique sera d'un bon rapport financier sur des véhicules déjà amortis et d'une puissance fiscale importante, elle sera moins intéressante pour les véhicules neufs et de faible puissance.
Enfin, pour arbitrer entre véhicule de société et indemnités kilométriques, la distance totale parcourue annuellement sera déterminante. Préférer un véhicule de société pour les faibles distances et l'indemnité kilométrique pour les distances importantes permet de maximiser la rentabilité du véhicule professionnel.

## Comptabilisation de l'indemnité kilométrique
L'indemnité kilométrique est déclarative. Sa comptabilisation dépend du statut du créancier (la personne devant percevoir l'indemnité kilométrique). La comptabilisation de l'indemnité kilométrique est annuelle. En effet, afin de déterminer le barème à utiliser, il est nécessaire de connaître la distance totale parcourue sur l'année.
Dans le cas où l'année fiscale serait d'une durée inférieure ou supérieure à 12 mois, il convient d'appliquer un prorata temporis à la distance parcourue afin de déterminer la tranche du barème kilométrique applicable. Cette situation peut se présenter lors du premier exercice fiscal d'une entreprise (qui peut dérogatoirement se clore jusqu'au 31 décembre de l'année suivante).
Exemple : entreprise immatriculée le 10 janvier 2018, le premier exercice peut être clos jusqu'au 31 décembre 2019 (soit 23 mois environ).
De même, lors de la clôture d'une entreprise, le dernier exercice pourra être d'une durée inférieure à 12 mois et il conviendra d'appliquer une règle de trois afin de déterminer la distance parcourue sur une année de 12 mois.
Cependant, il existe une tolérance de versements mensuels sous forme de provisions sur charges, non extinctive de la charge elle-même.

### Compte à débiter
Sur le plan comptable, il convient de débiter le compte 6251 - Frais de déplacements - voyages du montant de l'indemnité kilométrique et ce quel que soit le statut du créancier (salarié, dirigeant d'entreprise individuelle ou gérant de société).

### Compte à créditer
Le compte à créditer dépend du statut juridique du créancier. 
Dans le cas d'un salarié, c'est le compte 421 (personnel : rémunérations dues) qui recevra le crédit d'IK et le paiement sera effectué sur le bulletin de salaire.
Si le créancier a le statut d'entrepreneur individuel en nom propre (tel que dirigeant d'entreprise individuelle, ou entreprise individuelle à responsabilité limitée), on utilisera le compte 108 (compte exploitant) pour le crédit, qui sera payé au bon vouloir du dirigeant par un versement libre.
Enfin, le statut juridique de dirigeant de société (SARL, EURL, SAS, SASU, SA...) requiert l'utilisation du compte 467 (autres débiteurs ou créditeurs) ou 455 (compte courant d'associé), au choix du dirigeant.

## Contrôle fiscal sur les indemnités kilométriques
Étant déclarative, l'indemnité kilométrique fait partie des principales causes de fraude fiscale des TPE/PME et des principales causes de redressements fiscaux.
L'administration fiscale requiert en cas de contrôle sur les indemnités kilométriques, pour chaque déplacement déclaré :
- le motif du déplacement pour valider qu'il est en accord avec l'objet social de l'entreprise
- des éléments de preuve (date et heure, agenda, contact...) pouvant étayer son existence
- l'adresse du déplacement afin d'établir la distance parcourue
- la distance parcourue
- le véhicule utilisé (marque, modèle, plaque minéralogique, puissance fiscale)

### Motif du déplacement
Le motif du déplacement permet de vérifier que la dépense est bien effectuée dans l'intérêt direct de l'entreprise. Ainsi, voici ce qu'en dit le Bulletin Officiel des Finances Publiques (BOFIP) :
Bien que l'Administration ne soit pas autorisée à s'immiscer dans la gestion des entreprises, elle peut cependant conformément à une jurisprudence constante du Conseil d'État, remettre en cause les dépenses qui ne se rattacheraient pas à une gestion normale ou n'auraient pas été exposées dans l'intérêt direct de l'entreprise.  
En ce sens, il conviendra de conserver un historique des déplacements et de leurs motifs précis.

### Adresse du déplacement et distance parcourue
L'adresse du déplacement permet d'établir avec certitude l'assiette du calcul de l'indemnité kilométrique. Cette adresse permet de reconstituer le trajet parcouru et d'en vérifier la distance exacte. Par ailleurs, la conservation de l'adresse des rendez-vous professionnels constitue un des éléments de preuve demandés lors d'un contrôle fiscal.

### Véhicule utilisé
Chaque déplacement doit être alloué à un véhicule spécifique, l'indemnité kilométrique étant non seulement individuelle par personne mais aussi par véhicule. Ainsi, le montant d'indemnités kilométriques alloué à une personne sera la somme des indemnités kilométriques des véhicules utilisés par cette personne lors de ses déplacements professionnels.

### Éléments de preuve
Il est demandé aux contribuables de conserver l'ensemble des éléments ayant permis le calcul de l'indemnité kilométrique, aussi bien pour les particuliers que pour les entreprises. Ces éléments seront par exemple un agenda papier ou un agenda en ligne (Google Agenda, Outlook, iCalendrier, , etc.) ou un tableau détaillé qui peut prendre la forme suivante :
| Date et heure          | Motif            | Adresse du RDV                    | Point de départ | Suite du RDV | Distance (A/R) | Véhicule        |
| ---------------------- | ---------------- | --------------------------------- | --------------- | ------------ | -------------- | --------------- |
| 12 décembre 2018 - 9 h | RdV client izika | 199 rue Hélène Boucher, Castelnau | siège social    | siège social | 122 km         | Ford Focus 7 CV |
|                        |                  |                                   |                 |              |                |                 |
|                        |                  |                                   |                 |              |                |                 |

## Solutions d'automatisation du calcul et de production de relevés normalisés
Plusieurs startups en France se sont lancées avec plus ou moins de succès sur le marché de la gestion automatique des indemnités kilométriques.